# Tournoi de tennis de Suède (dames 1949)
Pour un article plus général, voir Tournoi de tennis de Suède.
Le tournoi de tennis de Suède est un tournoi de tennis. L'édition féminine 1949 se dispute à Båstad du 11 au 17 juillet 1949.
Thelma Coyne Long remporte le simple dames. En finale, elle bat Hilde Sperling.
L'épreuve de double voit quant à elle s'imposer Joyce Fitch et Thelma Coyne Long.

## Résultats en simple

### Tableau final
|  |                   |  |   |   |  |
|  | Finale            |  |   |   |  |
|  |                   |  |   |   |  |
|  |                   |  |   |   |  |
|  | Thelma Coyne Long |  | 6 | 6 |  |
|  | Thelma Coyne Long |  | 6 | 6 |  |
|  | Hilde Sperling    |  | 2 | 3 |  |

## Résultats en double

### Tableau final
|  |                                     |  |   |   |  |
|  | Finale                              |  |   |   |  |
|  |                                     |  |   |   |  |
|  |                                     |  |   |   |  |
|  | Joyce Fitch Thelma Coyne Long       |  | 6 | 6 |  |
|  | Joyce Fitch Thelma Coyne Long       |  | 6 | 6 |  |
|  | Birgit Gullbrandsson Hilde Sperling |  | 1 | 1 |  |